# Phaloesia saucia
Phaloesia saucia är en fjärilsart som beskrevs av Walker 1854. Phaloesia saucia ingår i släktet Phaloesia och familjen björnspinnare. Inga underarter finns listade i Catalogue of Life.